# Glavan
Glavan (Bulgaars: Главан) is een dorp in de Bulgaarse gemeente Galabovo, oblast Stara Zagora. Het dorp ligt hemelsbreed op 55 km afstand van de regionale hoofdstad Stara Zagora en 238 km van de hoofdstad Sofia.

## Bevolking
Alhoewel het inwonersaantal tussen 1934-1956 vrij stabiel was en rond de 2.500 personen schommelde, is er sinds 1956 een bevolkingskrimp waarneembaar. In 2019 woonden er volgens het Nationaal Statistisch Instituut van Bulgarije 769 personen in het dorp.
|  |

De etnische Bulgaren vormen de grootste bevolkingsgroep in het dorp Glavan. In februari 2011 identificeerden 924 personen zichzelf als etnische Bulgaren, oftewel 94% van alle definieerbare respondenten. Verder werden er kleinere aantallen Roma (59 personen; 6%) geregistreerd.
| Etnische samenstelling van de respondenten (2011) | Etnische samenstelling van de respondenten (2011) | Etnische samenstelling van de respondenten (2011) | Etnische samenstelling van de respondenten (2011) | Etnische samenstelling van de respondenten (2011) |
| ------------------------------------------------- | ------------------------------------------------- | ------------------------------------------------- | ------------------------------------------------- | ------------------------------------------------- |
|                                                   |                                                   |                                                   |                                                   |                                                   |
| Bulgaren                                          | Bulgaren                                          |                                                   | 93,6%                                             | 93,6%                                             |
| Turken                                            | Turken                                            |                                                   | 0,0%                                              | 0,0%                                              |
| Roma                                              | Roma                                              |                                                   | 6,0%                                              | 6,0%                                              |
| Anders/Onbekend                                   | Anders/Onbekend                                   |                                                   | 0,4%                                              | 0,4%                                              |